# Nuno Pinheiro
Nuno Pinheiro est un joueur portugais de volley-ball né le 31 décembre 1984 à Espinho (district d'Aveiro). Il mesure 1,92 m et joue passeur. Il totalise 141 sélections en équipe du Portugal.

## Clubs
| Club              | De        | À         |
| ----------------- | --------- | --------- |
| Vitória Guimarães | 2003-2004 | 2003-2004 |
| Prisma Tarente    | 2004-2005 | 2004-2005 |
| VC Maaseik        | 2005-2006 | 2008-2009 |
| Beauvais OUC      | 2009-2010 | 2009-2010 |
| Stade poitevin    | 2010-2011 | 2011-2012 |
| Tours VB          | 2012-2013 | 2014-2015 |
| VC Maaseik        | 2015-2016 | 2015-2016 |
| Paris Volley      | 2016-2017 | 2017-2018 |
| Benfica Lisbonne  | 2018-2019 | 2020-2021 |

## Palmarès
- Coupe de la CEV
  - Finaliste : 2008
- Championnat de France (4)
  - Vainqueur : 2011, 2013, 2014, 2015
  - Finaliste : 2012
- Championnat de Belgique (2)
  - Vainqueur : 2008, 2009
- Coupe de France (3)
  - Vainqueur : 2013, 2014, 2015
- Coupe de Belgique (3)
  - Vainqueur : 2007, 2008, 2009
- Supercoupe de France (2)
  - Vainqueur : 2012, 2014
- Supercoupe de Belgique (3)
  - Vainqueur : 2006, 2008, 2009